# 国际足联总部
国际足联总部（德語：FIFA-Hauptquartier，全称国际足球联合会总部）是位于瑞士苏黎世的一处独特的综合设施。自2006年建成以来，该设施一直是国际足联的官方总部。总部位于苏黎世山，这是第7区一处树木茂盛的小山。
除办公室外，设施内还包括健身中心、冥想室、地理主题公园、大型国际足球场以及大型沙滩足球场。
主楼在地上只有两层，但在地下有五层，因此三分之二都位于地下。塞普·布拉特曾说：“人们做决策的地方应该只包含间接光，因为光应该来自聚集在那里的人们自己。”